# Liachvi Atjabeti
Liachvi Atjabeti, eller Liachvi Tamarasjeni är en georgisk fotbollsklubb från Tamarasjeni som för närvarande spelar i Pirveli Liga. Klubben grundades år 2001. 
Klubben spelar sina hemmamatcher på Kartlis stadioni i staden Gori. Klubben fick delta i georgiska cupen 2012/2013. 